# Nagyszénási-sziklaüreg
A Nagyszénási-sziklaüreg az egyik, dolomitban keletkezett barlang, amely a Duna–Ipoly Nemzeti Parkban, a Budai Tájvédelmi Körzetben található. A Nagy-Szénás két barlangja közül az egyik. Turista útikalauzokban is ismertetve van.

## Leírás
Nagykovácsi külterületén, a Nagy-Szénás oldalán, a csúcstól ÉNy-ra lévő erdőrészben, a Fülkés-kő nevű sziklacsoportban, szigorúan védett természetvédelmi területen található sziklafal tövében, 408 m tengerszint feletti magasságban van a Nagyszénási-sziklaüreg 1,8 m széles és 6 m magas, természetes jellegű, hasadék alakú, vízszintes tengelyirányú és É-ra néző bejárata. Egy keskeny és magas hasadék alsó, kiszélesedő része a barlangbejárat. Régen egy jelzett turistaösvényen el lehetett jutni hozzá, de jelenleg nem vezet út a bejárathoz.
Triász dolomitban, korrózió hatására alakult ki az üregrendszer, amelynek jellemző szelvénytípusa a hasadék. Borsókövek figyelhetők meg a barlangban. A bejárat után egy tág, öt méter hosszú és kényelmes terem van, amely egy kicsit kiszélesedik beljebb. Végén elszűkül a terem és egy körülbelül egy méter magas lépcső után egy belső, kisebb terem következik. A terem végén a barlang több, kis repedésre ágazva összeszűkül. A barlangnak nagy a belmagassága és mindenhol fel lehet látni magasra a hasadékban, de a barlang egyre szűkebb lesz. A belső teremben, körülbelül hat méter magasságban egy kis kürtő vége a felszínre nyílik, ahol a barlangba fény jut. Az egyszerű, egyszintes, vízszintes, száraz és poros barlang nincs lezárva. Megtekintéséhez nem kell engedély. Barlangjáró alapfelszerelés használata és lámpa nélkül, könnyen járható.
1976-ban volt először Nagyszénási-sziklaüregnek nevezve a barlang az irodalmában. Előfordul a barlang az irodalmában Nagy-Szénási-kőfülke (Pápa, Dénes 1982), Nagyszénási sziklaüreg (Thuróczy 1964), Nagy-Szénási-sziklaüreg (Pápa, Dénes 1982), Nagy-Szénási sziklaüreg (Pápa 1966), Nagy-szénási sziklaüreg (Pápa 1966), Zsiroshegyi-sziklaüreg (Bertalan 1976) és Zsíroshegyi-sziklaüreg (Kordos 1984) neveken is. A Nagy-Szénási-kőfülke elnevezés megtévesztő, mert a Sós-hegyi-kőfülkének is van hasonló névváltozata.

## Kutatástörténet
Az 1964-ben megjelent, Az országos kék-túra útvonala mentén című könyvben meg van említve, hogy a Nagyszénási sziklaüregből szép a kilátás. Az 1966-ban napvilágot látott, Budai-hegység útikalauz című könyvben meg van említve, hogy a Nagy-Szénás oldalában két kis barlang van, a Nagy-szénási barlang és a Nagy-szénási sziklaüreg. A Nagy-Szénási sziklaüreghez vezet egy út.

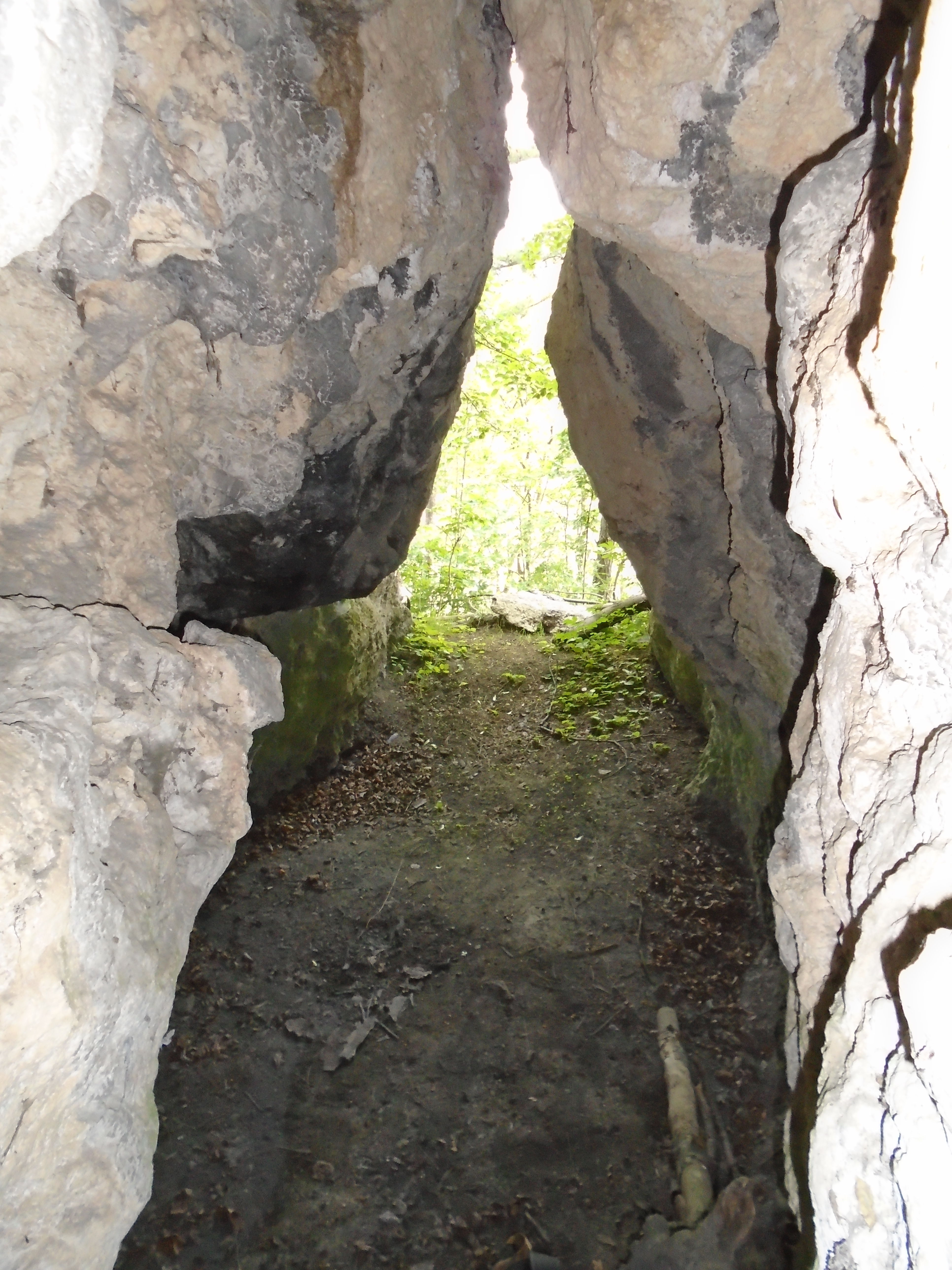
A Nagyszénási-sziklaüreg bejárata

Az 1976-ban befejezett, Magyarország barlangleltára című kéziratban le van írva a sziklaüreg Nagyszénási-sziklaüreg néven. A barlang céduláján az olvasható, hogy a barlang másik neve Zsiroshegyi-sziklaüreg. Nagykovácsin, a Nagy-Szénáson, a csúcstól KÉK-re 650 m-re, sziklás környezetben van a barlang 2 m széles, 4 m magas, már messziről is látható hasadékbejárata. A tektonikusan preformált, kimállott barlang 8 m hosszú, 2–3 m széles és 3–4 m magas. Tájékozódási versenyek érintési pontja. A kézirat barlangra vonatkozó része 3 irodalmi mű alapján íródott.
Az 1982-ben kiadott, Budai-hegység útikalauz című kiadványban meg van említve, hogy a Nagy-Szénás oldalában nyíló két kis barlanghoz, a Nagy-Szénási-barlanghoz és a Nagy-Szénási-sziklaüreghez jelzett út vezet. A kiadványban található térképen be van jelölve a Nagy-Szénás barlangjainak helye. A könyvben az olvasható, hogy a 800 m hosszú, kék barlang jelzés vezet a Nagy-Szénási-kőfülke nevű barlanghoz. A kőfülke környéke nagyon szép. Bejárata elől szép a kilátás. Szemben egy szép, sziklás csúcs látható. Az 1984-ben megjelent, Magyarország barlangjai című könyv országos barlanglistájában szerepel a Budai-hegységben lévő sziklaüreg Nagy-Szénási-sziklaüreg néven, Zsíroshegyi-sziklaüreg névváltozattal. A listához kapcsolódóan látható a Dunazug-hegység barlangjainak földrajzi elhelyezkedését bemutató, 1:500 000-es méretarányú térképen a barlang földrajzi elhelyezkedése.
Borzsák Sarolta 2004. augusztus 29-én megszerkesztette a Nagyszénási-sziklaüreg (Nagykovácsi, barlangkataszteri terület: 4773) alaprajz térképét és 3 keresztmetszet térképét. A térképlapon jelölve van az É-i irány. Az alaprajz térképen megfigyelhető a 3 keresztmetszet elhelyezkedése a barlangban. A térképek elkészítéséhez a barlangot Borzsák Sarolta és Egri Csaba mérték fel. A felmérés szerint a barlang 6 m hosszú és 1,5 m mély. A barlang 2004. szeptember 26-án kitöltött nyilvántartólapján szó van arról, hogy a részletesen felmért barlang 10 m hosszú, 6 m függőleges kiterjedésű, 6 m magas és 10 m vízszintes kiterjedésű. Az üreg megtekintéséhez nem szükséges engedély.

## További irodalom
- Bertalan Károly: Kézi jegyzetek. Kézirat. (1959-től íródott.)
- Bertalan Károly: Magyarország barlangkatasztere. Kézirat. Veszprém, Budapest. 1932–1974.